# Estação Lagunilla
A Estação Lagunilla é uma das estações do Metrô da Cidade do México, situada na Cidade do México, entre a Estação Tepito e a Estação Garibaldi-Lagunilla. Administrada pelo Sistema de Transporte Colectivo, faz parte da Linha B.
Foi inaugurada em 15 de dezembro de 1999. Localiza-se no cruzamento do Eixo 1 Norte com a Rua Jesús Carranza, a Rua Argentina e a Rua Brasil. Atende o bairro Morelos, situado na demarcação territorial de Cuauhtémoc. A estação registrou um movimento de 9.434.444 passageiros em 2016.